# Miss Vysočiny
Miss Vysočiny Open je soutěž o nejkrásnější dívku Vysočiny.
Soutěž vznikla v roce 1995 v Domě dětí a mládeže ve Žďáře nad Sázavou jako Miss studentka Vysočiny. V roce 1997 do roku 2008 byla soutěž organizována v sále Domu kultury ve Žďáře nad Sázavou jako Miss Vysočiny. V roce 2009 byla soutěž poprvé v historii „open“ – Miss Vysočiny Open, tzn. že se do ní mohou hlásit všechny dívky z celé České republiky, nejen dívky z kraje Vysočina jako to bylo v předchozích ročnících.

## Vítězky soutěže
| rok  | ročník | vítězka            | I. vicemiss         | II. vicemiss       | Datum konání    | Místo konání                      |
| ---- | ------ | ------------------ | ------------------- | ------------------ | --------------- | --------------------------------- |
| 1997 | 3.     | Alena Reková       |                     |                    |                 | Kulturní dům ve Žďáru nad Sázavou |
| 1998 | 4.     |                    | Soňa Musilová       |                    |                 | Kulturní dům ve Žďáru nad Sázavou |
| 1999 | 5.     | Valerie Beliasová  | Gabriela Vejmelková | Michaela Salačová  |                 | Kulturní dům ve Žďáru nad Sázavou |
| 2000 | 6.     | Kateřina Šilhavá   |                     |                    |                 | Kulturní dům ve Žďáru nad Sázavou |
| 2001 | 7.     | Iva Blažková       | Iveta Malá          | Zuzana Štěpanovská | 27. dubna 2001  | Kulturní dům ve Žďáru nad Sázavou |
| 2002 | 8.     | Kateřina Kuřátková |                     |                    |                 | Kulturní dům ve Žďáru nad Sázavou |
| 2003 | 9.     | Klára Fiksová      |                     |                    |                 | Kulturní dům ve Žďáru nad Sázavou |
| 2004 | 10.    | Petra Soukupová    |                     |                    |                 | Kulturní dům ve Žďáru nad Sázavou |
| 2005 | 11.    | Dana S.            |                     |                    |                 | Kulturní dům ve Žďáru nad Sázavou |
| 2006 | 12.    | Lenka Dvořáková    |                     |                    |                 | Kulturní dům ve Žďáru nad Sázavou |
| 2007 | 13.    | Michaela Pecková   | Tereza Šťastná      | Zuzana Matějková   | 20. dubna 2007  | Kulturní dům ve Žďáru nad Sázavou |
| 2008 | 14.    | Andrea Navrátilová | Barbora Záňová      | Štěpánka Havlíková | 28. března 2008 | Kulturní dům ve Žďáru nad Sázavou |
| 2009 | 15.    | Jana Zemanová      | Simona Kadlecová    | Marie Sáblíková    | 17. dubna 2009  | Kulturní dům ve Žďáru nad Sázavou |
| 2010 | 16.    | Barbora Stuhlová   | Lucie Klukavá       | Alice Kocáková     | 17. dubna 2010  | Kulturní dům ve Žďáru nad Sázavou |

### Vedlejší tituly
| rok  | ročník | Miss Sympatie      | Miss Internet       | Miss Tip týdeníku Sedmička | Miss Hit Radia Vysočina/Miss tip Hitrádia Vysočina | Miss Tip           | Miss tip Nice magazínu | Miss Press  |
| ---- | ------ | ------------------ | ------------------- | -------------------------- | -------------------------------------------------- | ------------------ | ---------------------- | ----------- |
| 2002 | 8.     | Kateřina Kuřátková |                     |                            |                                                    |                    |                        |             |
| 2006 | 12.    | Iva Blažková       | x                   | x                          | x                                                  | Markéta Mašková    | x                      | Eva Čejková |
| 2007 | 13.    | Tereza Šťastná     | Michaela Kotalíková | x                          | Tereza Šťastná                                     | Michaela Snášilová | x                      |             |
| 2008 | 14.    | Andrea Navrátilová | Eliška Urbancová    | x                          | Barbora Záňová                                     | Aneta Hejkalová    | x                      |             |
| 2009 | 15.    | Marie Sáblíková    | Pavla Remsová       | x                          | Hana Brázdová                                      | Hana Brázdová      | Pavla Remsová          |             |
| 2010 | 16.    | Alice Kocáková     | Lucie Klukavá       | Andrea Lučková             | x                                                  | x                  | x                      |             |

- Titul Miss Sympatie volí diváci v sále.
- Titul Miss Internet se uděluje od roku 2007, vítězka hlasování na portálu i-vysocina.cz
- Titul Miss Tip získá vítězka hlasování čtenářů deníku Vysočina.
- Titul Miss tip Hitrádia Vysočina se uděloval v roce 2008, 2009, titul Miss Hit Radia Vysočina se uděloval v roce 2007.